# Colorado do Brás
O Grêmio Recreativo Escola de Samba Colorado do Brás é uma tradicional escola de Samba da cidade de São Paulo. Em sua história destacam-se as passagens pelo Grupo Especial de São Paulo nas décadas de 80 e 90, retornando em 2019 após 25 anos desfilando por grupos de acesso. 
Foi fundada a partir da torcida de um time de futebol de várzea na década de 70. Ao longo dos anos esteve associada a alguns dos maiores sambistas da cidade de São Paulo, como Geraldo Filme, Dom Marcos e Mestre Lagrila. Possuiu uma das maiores quadras de São Paulo na Avenida Carlos de Campos, antes de perdê-la por dificuldades financeiras. Atualmente a escola não possui uma quadra social e seus ensaios ocorrem na Rua Itaqui, em frente a sua sede, no bairro do Canindé. 
É mais conhecida entre os sambistas por seu samba-enredo do carnaval de 1988, "Catopês do Milho Verde, de escravo a rei da festa", considerado um dos melhores sambas da história do Carnaval de São Paulo.

## História
O Grêmio Recreativo Escola de Samba Colorado do Brás foi fundado em 01 de outubro de 1975, no bairro do Brás em São Paulo, a partir de uma reunião entre amigos que tinham por objetivo divulgar a cultura popular brasileira e desenvolver projetos sociais para atender a comunidade mais carente da região. Seu nome foi herdado de um time de futebol de várzea do qual alguns de seus fundadores participavam.
Sua estreia nos desfiles de carnaval aconteceu no ano de 1976 com o tema "Canudos: Seu Povo, Sua História", mas seu primeiro título ocorreu em 1979 com o enredo "Esse Brás Menino". Após uma rápida ascensão a escola conquistou três acessos e chegou ao grupo principal do Carnaval de São Paulo em 1986, com a conquista do vice-campeonato da segunda divisão de 1985 com o enredo: "Raízes".
Durante sua primeira passagem pelo Grupo Especial alcançou sua melhor posição até hoje: um 6º lugar no desfile de 1987, com o enredo "Apocalipse Carnaval". Entretanto, ganhou mais reconhecimento pelo seu desfile do ano de 1988, devido ao sucesso de seu samba-enredo "Catopês do Milho Verde, de escravo a rei da festa", sobre os quilombolas catopês tradicionais que se apresentam nas Festas de Agosto em homenagem à Nossa Senhora do Rosário, na cidade de Montes Claros, Minas Gerais. Parte da obra, que também abordava a liberdade do povo negro no ano do centenário da Abolição da Escravatura no Brasil, foi utilizada pela CNBB após o Carnaval como hino da Campanha da Fraternidade daquele ano, que tinha como tema o combate ao racismo. Seus compositores foram: Dom Marcos, Roná Gonzaguinha, Edinho, Xixa e Minho. Até hoje o samba é um dos mais reconhecidos pela crítica especializada, sendo considerado um clássico e um dos melhores sambas-enredo de todos os tempos na cidade. Em 2011 foi adicionado ao repertório do álbum "Ensaio de Escola de Samba" do cantor Leandro Lehart, que tinha como objetivo reapresentar clássicos do samba paulista para as novas gerações. Todo o sucesso do samba de 1988 não impediu a queda da escola, que voltou ao Grupo de Acesso em 1989.
Em 1991, a escola conquistou um espaço social localizado na Rua Carlos de Campos, no bairro do Pari, se reestruturou e retornou ao Grupo Especial em 1992. A sua segunda passagem pelo Grupo Especial foi mais curta e no ano de 1994 a escola já desfilaria de novo pelo Grupo de Acesso. No final da década de 1990 um novo declínio, reflexo de sucessivas administrações conturbadas que levaram ao encerramento dos projetos sociais e à posterior perda da quadra. A escola passou então mais de uma década disputando divisões inferiores.
Em 2008 a escola conquistou um novo espaço na Rua Miguel Paulo Capalbo, no bairro do Pari, que passou a ser seu berço desde a década de 90. Entretanto, esse espaço também foi perdido posteriormente. No mesmo ano a escola desfilou no Anhembi pelo Grupo 1 da União das Escolas de Samba de São Paulo (terceira divisão) e reeditou o aclamado samba "Catopês do Milho Verde, de escravo a rei da festa", terminando na 5ª colocação. No carnaval de 2009 a Colorado apresentou o enredo "De Janeiro a Janeiro, a Colorado faz a festa o ano inteiro", porém por falta de componentes foi penalizada e ficou na 12ª colocação, caindo mais uma divisão. Outro descenso em 2010 levou à escola a sua pior posição na história, a disputa da quinta divisão em 2011. 
Leandro Donato Nascimento assume a presidência em 2011 e reorganiza a escola. Sob nova gestão a Colorado ganha o título do Grupo III no mesmo ano, é vice-campeã do Grupo II em 2012, voltando a desfilar no Sambódromo do Anhembi. Em 2013, apresentando um enredo sobre direitos trabalhistas em parceria com a CUT, foi campeã do Grupo I e conquistou uma vaga no Grupo de Acesso da LIGA-SP (segunda divisão) após 10 anos. 
Um outro resultado histórico veio em 2014, quando  a escola conseguiu permanecer no Acesso terminando a apuração em 5º lugar. Após bons resultados em 2015 e 2016, a escola comemorou três anos seguidos na segunda divisão do carnaval paulistano, algo que não acontecia em 17 anos. 
Durante as preparações para o carnaval 2017 o então vice-presidente, Antônio "Ka" Carlos, foi eleito presidente, mantendo a mesma equipe em diversos setores da escola. A evolução nos resultados foi mantida em 2017, quando o enredo "Luz, câmera, ação... a Colorado apresenta: a 'Roliúde' no sertão" foi apresentado e levou a escola a disputar as primeiras posições até o último quesito. O resultado foi um terceiro lugar em um empate com a segunda colocada, escola de samba Independente, que conquistou o acesso superando a Colorado do Brás no critério desempate. A ascensão ao Grupo Especial veio em 2018, com o enredo "Axé - Caminhos que levam a Fé", que rendeu a escola o vice-campeonato do Grupo de Acesso e o retorno à primeira divisão após 25 anos.
Em 2019, com um enredo homenageando o Quênia, a escola teve o árduo trabalho de abrir os desfiles do Grupo Especial da sexta-feira. O título do enredo era "Hakuna Matata - Isso é viver", inspirado na expressão queniana que ficou famosa mundialmente pelo seu uso no filme de animação O Rei Leão. A escola terminou a apuração na 11ª colocação, mantendo-se no Grupo Especial. No ano seguinte, o enredo foi "Que Rei Sou Eu?", sobre o Rei Dom Sebastião I de Portugal e as lendas sobre seu desaparecimento que ocorreu em 1578. Ao final da apuração a escola terminou na 12ª colocação.
A escritora, poetisa e compositora Carolina Maria de Jesus será o tema da Colorado do Brás para o carnaval de 2021. O enredo foi entitulado "Carolina: a Cinderela Negra do Canindé", trazendo como principais elementos a história de superação da figura central e sua conexão com o bairro onde hoje a escola está sediada.

## Símbolos

### Brasão
O brasão da Colorado do Brás é formado pelo nome da escola, acompanhado de um pandeiro e uma bola de futebol, em referência à origem da escola de samba, que foi criada por um grupo de torcedores de um clube de futebol de várzea. Também apresenta os escritos: "Samba: 01/10/75" e "Futebol: 05/03/60", em referência às datas de fundação da escola de samba e do clube de futebol homônimo, respectivamente. 

### Cores
As cores da Colorado do Brás são o vermelho e o branco, também herdados do clube de futebol homônimo que deu origem à escola. 

## Títulos
A Colorado do Brás disputou a divisão principal do Carnaval de São Paulo em oito ocasiões, sua melhor colocação foi um sexto lugar no ano de 1987, com o enredo "Apocalipse Carnaval". Porém, sua exibição mais destacada entre os sambistas ocorreu no ano de 1988 com o enredo "Catopês do Milho Verde, de Escravo a Rei da Festa", que rendeu à escola um nono lugar na classificação geral. 
Em divisões inferiores a escola chegou a vice-campeonato da segunda divisão em duas ocasiões (1985 e 2018) e possui quatro títulos, três deles da terceira e um da quinta divisão.
| Títulos da Colorado do Brás | Títulos da Colorado do Brás | Títulos da Colorado do Brás | Títulos da Colorado do Brás                                |
|                             | Divisão                     | Total                       | Ano                                                        |
| --------------------------- | --------------------------- | --------------------------- | ---------------------------------------------------------- |
|                             | Terceira Divisão            | 3                           | 1979 (Grupo 3), 2000 (Grupo 1A-UESP) e 2013 (Grupo 1-UESP) |
|                             | Quinta Divisão              | 1                           | 2011 (Grupo 3-UESP)                                        |

## Prêmios
A escola de samba Colorado do Brás recebeu muitos prêmios por suas exibições no carnaval paulistano ao longo de sua história, com destaque para os desfiles de 2017 e 2018 no Grupo de Acesso paulistano, que renderam 10 e 8 troféus de variadas premiações respectivamente. No ano de 2020 a escola foi premiada pelo Troféu Nota 10 como a Melhor Evolução do Grupo Especial e também pelo Prêmio SRZD como a Melhor Comissão de Frente do Grupo Especial..

### Troféu Nota 10
- Evolução: 2020

### Prêmio SRZD
- Melhor Samba-Enredo: 2018 (Grupo de Acesso)
- Melhor Comissão de Frente: 2019 (Nomeado) e 2020 (Vencedor)

### Prêmio Estrela do Carnaval
- Desfile do Ano: 2018 (Grupo de Acesso)
- Melhor Enredo: 2017 e 2018 (Grupo de Acesso)
- Melhor Samba-Enredo: 2017 e 2018 (Grupo de Acesso)
- Melhor Comissão  de Frente: 2018 (Grupo de Acesso)
- Melhor Intérprete: 2018 (Chitão Martins - Grupo de Acesso)

### Prêmio Melhor do Acesso
- Melhor Escola: 2017
- Melhor Enredo: 2017 e 2018
- Melhor Samba-Enredo: 2017
- Melhor Comissão de Frente: 2017
- Melhor Harmonia: 2017
- Melhor Fantasia: 2017
- Personalidade: 2018 (3º Casal Mestre-Sala e Porta-Bandeira)

### Prêmio No Mundo do Samba
- Melhor Ala Das Crianças: 2013

### Prêmio Troféu Garra
- Melhor Bateria: 2015
- Melhor Carnavalesco: 2015
- Melhor Casal de Mestre Sala e Porta Bandeira: 2016
- Melhor Intérprete: 2016 (Chitão Martins).
- Ala Musical: 2017.
- Sambista de Ouro: 2017 (Vagner Aneas).

## Segmentos

### Presidentes
| Nome                                  | Período           | Ref.   |
| ------------------------------------- | ----------------- | ------ |
| Percival Maricato                     | 1975 - 1997       |        |
| Antônio Almeida Andrade               | 1997 - 1999       |        |
| Zé Carlos Amaral da Silva             | 1999 - 2003       |        |
| Maria Martha de Oliveira "Dona Marta" | 2003 - 2005       |        |
| Antônio Carlos Costa Elison "Ney"     | 2005 - 2009       |        |
| Carlos Antônio Rodrigues Carlinhos"   | 2009 - 2011       |        |
| Leandro Donato                        | 2011 - 2015       | [ 17 ] |
| Antônio Carlos Borges (Ká)            | 2015 - atualidade | [ 18 ] |

### Intérpretes
| Carnavais     | Intérprete oficial               | Ref. |
| ------------- | -------------------------------- | ---- |
| 1986          | Serjão                           |      |
| 1987-1988     | Dom Marcos                       |      |
| 1989-1994     | Serjão                           |      |
| 1995          | Rose                             |      |
| 1996-1997     | Serjão                           |      |
| 1998-1999     | Carlinhos Simpatia               |      |
| 2000-2001     | Fredy Vianna                     |      |
| 2002-2003     | Benson e Carlinhos Simpatia      |      |
| 2004          | Edilson e Carlinhos Simpatia     |      |
| 2005-2006     | Fredy Vianna                     |      |
| 2007          | Nilson Valentim                  |      |
| 2008          | Fredy Vianna                     |      |
| 2009-2010     | Pê Santana e Rafael Pinah        |      |
| 2011          | Thiago Melodia                   |      |
| 2012-2015     | Rodrigo Atração e Chitão Martins |      |
| 2016-2022     | Chitão Martins                   |      |
| 2023-presente | Léo do Cavaco                    |      |

### Mestres de Bateria
| Período         | Mestre de bateria         | Ref.          |
| --------------- | ------------------------- | ------------- |
| N/A             | Lagrila                   |               |
| 2000            | Nei, Buiu e Barata        |               |
| 2001            | Clodoaldo                 |               |
| 2002            | Barata e Rodrigo          |               |
| 2003            | André Luiz                |               |
| 2004            | Barata, Buiu, Rodrigo     |               |
| 2005 - 2006     | Clodoaldo                 |               |
| 2007            | Rogério, Barata e Rodrigo |               |
| 2008            | André Luiz                |               |
| 2009 - 2015     | Rogério e Rodrigo         | [ 17 ] [ 19 ] |
| 2016 - 2017     | Bola e Allan Meira        |               |
| 2018 - 2023     | Allan Meira               |               |
| 2024 - presente | Acerola de Angola         |               |

### Diretorias de Carnaval e Harmonia
| Ano         | Diretor de Carnaval                                            | Diretor de Harmonia                          | Ref. |
| ----------- | -------------------------------------------------------------- | -------------------------------------------- | ---- |
| 2011 - 2012 | Danilo Dantas, Patchoco e Leandro Donato                       | Alexandre Conceição                          |      |
| 2013        | Patchoco, Leandro Donato                                       | Comissão de Harmonia                         |      |
| 2014        | Danilo Dantas, Patchoco, Leandro Donato                        | Cabelo                                       |      |
| 2015        | Danilo, Patchoco, Lucas Donato, André União e Ka               | Cabelo e Israel                              |      |
| 2016        | Jairo Roizen                                                   | Israel Santos e Ana Paula Pereira            |      |
| 2017        | Jairo Roizen, Ronny Potolski, Thiago Morganti e Marcelo Guedes | Diego Zulão e Ulisses Ozzetti                |      |
| 2018        | Israel Santos e Marcelo Bracco                                 | Ulisses Ozzetti                              |      |
| 2019        | Jairo Roizen                                                   | Ulisses Ozzetti                              |      |
| 2020        | Jairo Roizen                                                   | Diego Zulão, João Daniel e Natália Garrido   |      |
| 2022        | Jairo Roizen e Karyn Fernandez                                 | João Daniel, Diego Zulão e Jennifer Oliveira |      |
| 2023        | Jairo Roizen e Karyn Fernandez                                 | João Daniel e Jussara Félix                  |      |
| 2024        | Jairo Roizen e Karyn Fernandez                                 | João Daniel e Jussara Félix                  |      |
| 2025        | Jairo Roizen e Karyn Fernandez                                 | João Daniel                                  |      |
| 2026        | Jairo Roizen e Karyn Fernandez                                 | João Daniel, Flávia Vieira e Luciano Lopes   |      |

### Coreógrafos
| Período    | Nome                  | Ref.   |
| ---------- | --------------------- | ------ |
| 2011-2013  | Eliana Bel            |        |
| 2014       | Guilherme Almeida     | [ 17 ] |
| 2015       | Marcelo Souza         | [ 20 ] |
| 2016-2022  | Kelson Barros Wangles |        |
| 2023-atual | Paula Gasparini       |        |

### Casal de Mestre-sala e Porta-bandeira
| Período   | Rainha                            | Ref. |
| --------- | --------------------------------- | ---- |
| 2010-2016 | Gilson Santos e Adriana Costa     |      |
| 2017      | Ruhanan Pontes e Ana Paula Sgarbi |      |
| 2018      | Ruhanan Pontes e Janny Moreno     |      |
| 2019-2022 | Ruhanan Pontes e Ana Paula Sgarbi |      |
| 2023-2025 | Bruno Mathias e Jéssika Barbosa   |      |

### Corte de Bateria
| Período     | Rainha             | Rainha LGBTQIAPN+ | Madrinha          | Musa          | Rei          | Princesa         | Rainha Mirim     | Ref.          |
| ----------- | ------------------ | ----------------- | ----------------- | ------------- | ------------ | ---------------- | ---------------- | ------------- |
| 2004-2007   | Natália Nascimento |                   |                   |               |              |                  |                  |               |
| 2008        | Natália Nascimento |                   | Rose Caetano      | Tainá Caldas  |              |                  |                  |               |
| 2009 - 2011 | Natália Nascimento |                   | Rose Caetano      |               | Fábio Prates |                  |                  | [ 21 ]        |
| 2012        | Natália Nascimento |                   |                   | Priscila Reis |              | Júlia Paixão     |                  |               |
| 2013        | Natália Nascimento |                   |                   | Priscila Reis |              | Júlia Paixão     | Yasmin Lagatta   |               |
| 2014        | Natália Nascimento |                   |                   | Priscila Reis |              | Poliana Oliveira | Yasmin Lagatta   |               |
| 2015        | Natália Nascimento |                   |                   | Fiama Amorim  |              |                  | Yasmin Lagatta   |               |
| 2016        | Natália Nascimento |                   |                   | Fiama Amorim  |              |                  | Yasmin Lagatta   |               |
| 2017        | Natália Nascimento |                   | Muriel Quixaba    |               |              |                  | Yasmin Lagatta   |               |
| 2018        | Muriel Quixaba     |                   | Rosângela Barbosa |               |              |                  | Yasmin Lagatta   |               |
| 2019        | Muriel Quixaba     |                   |                   |               |              | Yasmin Lagatta   | Izabelly Quixaba |               |
| 2020        | Muriel Quixaba     |                   | Camila Prins      |               |              | Yasmin Lagatta   | Izabelly Quixaba | [ 22 ] [ 23 ] |
| 2022        | Maísa Magalhães    | Camila Prins      |                   |               |              | Yasmin Lagatta   |                  |               |
| 2023        | Camila Prins       |                   |                   |               |              |                  |                  |               |
| 2024        | Camila Prins       |                   |                   |               |              | Kamila Mattos    |                  |               |
| 2025        | Camila Prins       |                   |                   |               |              | Kamila Mattos    |                  |               |
| 2026        |                    |                   |                   |               |              | Kamila Mattos    |                  |               |

## Carnavais
| Ano  | Colocação | Grupo | Enredo | Carnavalesco | Ref.          |
| ---- | --- | --- | --- | --- | ------------- |
| 1976 | 12º lugar | 3-UESP | Canudos: Seu Povo, Sua História | Percival Maricato |               |
| 1977 | 12º lugar | 3-UESP | Stanislaw Ponte Preta e o Samba do Criolo Doido | Percival Maricato |               |
| 1978 | 3º lugar | 3-UESP | Sítio do Pica-Pau Amarelo | Daniel da Ilha |               |
| 1979 | Campeã | 3-UESP | Esse Brás Menino | José Gomes |               |
| 1980 | 4º lugar | 2-UESP | O Circo Chegou Compositores: Rubão e Naur | Pedro Luís Pinotti |               |
| 1981 | 8º lugar | 2-UESP | O Nosso Calendário Compositores: Gengo e Odair Fala Macio | Gueis e Jorginho |               |
| 1982 | 4º lugar | 2-UESP | Adoniran Barbosa Compositores: Rubão | Percival Maricato |               |
| 1983 | 5º lugar | 2-UESP | Conversa de Botequim Compositores: Rubão | Percival Maricato |               |
| 1984 | 3º lugar | 2-UESP | Revolta da Chibata | Alexandre Meio |               |
| 1985 | Vice-campeã | 2-UESP | Raízes | Alexandre Meio |               |
| 1986 | 8º lugar | Especial | Ah!, Se eu Fosse Noé Compositores: Dom Marcos, Roná Gonzaguinha e Xixa | José Maria Zolesi |               |
| 1987 | 6º lugar | Especial | Apocalipse Carnaval Compositores: Dom Marcos, Roná Gonzaguinha e Xixa | Érica Pinotti | [ 24 ]        |
| 1988 | 9º lugar | Especial | Catopês do Milho Verde, de Escravo a Rei da Festa Compositores: Dom Marcos, Roná Gonzaguinha, Edinho, Xixa e Minho. | Caio, Minoru |               |
| 1989 | 5º lugar | 1-UESP | Ilha Bela, "Lendas e Mistérios" Compositores: Armando da Mangueira, Miltão e Wagner | Alexandre Meio |               |
| 1990 | 6º lugar | 1-UESP | Com o Chico na avenida Compositores: Toninho Sereno, Vitché e Nelson Dalla Rosa | Gueis e Jorginho |               |
| 1991 | Vice-campeã | 1-UESP | Do jeito que o Diabo gosta | José Gomes |               |
| 1992 | 8º lugar | Especial | A cara do Pai, a cara da Mãe Compositores: Nilton da Flôr e Filipin | Percival Maricato |               |
| 1993 | 11º lugar | Especial | Mascaradas Ilusão da Vida Compositores: Léo, Hugo Bispo, Joel, Wagner, Toninho, Odair e Edilson | Pedro Luís Pinotti |               |
| 1994 | 9º lugar | Acesso | Quilombrás Compositores: Paulinho de Nagô e Murilo Gimenez (De Nassau) | Geraldo Filme |               |
| 1995 | Vice-campeã | 1-UESP | Deu a Louca no Xingu Compositores: Wagner, Rubão, Toninho e Aílton | Benê Silva |               |
| 1996 | 7º lugar | Acesso | Ao Mestre com Carinho, Geraldo Filme Compositores: Giba Chalé, Paulinho de Nagô, Serjão da Colorado, Zé Luiz e Everson SONN | José Gomes e Éverson                                                                                                   |               |
| 1997 | 7º lugar | Acesso | Goaió - Um Sonho de Liberdade Compositores: Dedé do Cavaco e César Ribeiro | Vaniria Najelschi e Claudemir Benazi                                                                                   |               |
| 1998 | 6º lugar | Acesso | Pirapora Pirou Compositores: Paulinho Nagô, Carlinhos, Ton Canindé e Adriano F. Cor | Pedro Bonami |               |
| 1999 | 7º lugar | Acesso | Em busca da verdade e do equilíbrio surge uma nova era Compositores: Cagoba, Ivan, Benson e André Luiz | Tito Arantes |               |
| 2000 | Campeã | 1-UESP | Amazonas Guerreiras no Mito, Guerreiras na Vida Compositores: Maurinho da Mazzei, Tchello Lima, Fredy Vianna e Anderson Salgadinho | Eduardo Caetano |               |
| 2001 | 6º lugar | Acesso | Brás um bairro, um mundo Compositores: Neco Paulicéia, Luis Ferracini, Pagodinho do Cavaco e André Sanches | Eduardo Caetano |               |
| 2002 | 8º lugar | Acesso | Passo a passo da Seda o caminhar Compositores: Paulinho 21, Edson Lis, Fábio Matos e Luís | Pedrinho Pinotti |               |
| 2003 | Vice-campeã | 1-UESP | Metamorfose Bantu Compositores: Jorge Chocolate e Rodrigo Mota | Lucas Pinto |               |
| 2004 | 8º lugar | Acesso | Da Nobreza ao Popular, São Paulo dá Uma Colher de Chá Compositores: Toninho 21, Xina, Dom Marcos, Beto Góis, André de Paula, Ronny, Digão e Serginho | Gilson Tavares |               |
| 2005 | 6º lugar | 1-UESP | Xavante! Guerreiro Gigante Compositores: Deco, Márcio Pessi e Vitor Gabriel | Mauro de Oliveira |               |
| 2006 | 3º lugar | 1-UESP | Tempo e o Vento, Suas Causas e Efeitos Compositores: Turco, Maradona, Luís Ferracini, Fredy Vianna e Didi Sensação | Léo Santos e Lacunha                                                                                                   |               |
| 2007 | 5º lugar | 1-UESP | Negro, o grande ventre que gerou seus filhos, atravessando o mar aqui chegou. No esplendor de uma raça, essa cultura germinou Compositores: Vitor Gabriel, Celsinho, Imperial e Biel Carioca                                                                                   | Eduardo Caetano |               |
| 2008 | 5º lugar | 1-UESP | Catopês do Milho Verde, de escravo a rei da festa (reedição de 1988) Compositores: Dom Marcos, Roná Gonzaguinha, Edinho, Xixa e Minho | Lucas Pinto |               |
| 2009 | 12º lugar | 1-UESP | De Janeiro a Janeiro, a Colorado faz a festa o ano inteiro Compositores: Pê Santana, Rafael Pínah e Paulinho Sorriso | Armando Barbosa |               |
| 2010 | 12º lugar | 2-UESP | Da descoberta a chama da razão a Colorado descobre o fogo Compositores: Pê Santana, Animal e Rafael Pínah | Fábio Gouveia |               |
| 2011 | Campeã | 3-UESP | Deu a Louca no Planeta Compositores: Marcio Pessi, Edson Dafféh e Calado | Danilo Dantas |               |
| 2012 | Vice-campeã | 2-UESP | Quem sonha não desiste de lutar Compositores: Márcio Pessi, Edson Dafféh, Chitão Martins, Sidney Melodia e Calado. | Danilo Dantas |               |
| 2013 | Campeã | 1-UESP | O trabalho enobrece o homem... Lutas, direitos e conquistas de um povo vencedor! Compositores: André União, Fredyy Vianna, Juninho Been, Wladimir Nascimento | Danilo Dantas |               |
| 2014 | 5º lugar | Acesso | De onde vem a alegria dessa gente? Compositores: Vitor Gabriel, Rodrigo Minuetto, Rodolfo Minuetto e Guilherme Cruz | Danilo Dantas | [ 17 ] [ 25 ] |
| 2015 | 5º lugar | Acesso | Maktub - Estória de mil e uma histórias Compositores: V. Gabriel, Minuetto, Gui Cruz, F. Segal, Portuga, Luciano, Marçal, Reinaldo, César, Lucas Mascarenhas | Danilo Dantas | [ 19 ]        |
| 2016 | 7º lugar | Acesso | Transformando a Química Da Vida Compositores: Marcos Thiago, Rapha Maslionis e Cacá Camargo | Danilo Dantas |               |
| 2017 | 3° lugar | Acesso | Luz, câmera, ação... a Colorado apresenta: a 'Roliúde' no Sertão Compositores: Thiago Morganti, Ronny Potolski, Sukata, Igor Vianna, Michel Mammoccio, Tubino, Willian Tadeu, Luís Butti, Walter Jr, Lo Robson, André Valêncio, Diley, André Filosofia, Victor Alves e Meiners | Leonardo Catta Preta                                                                                                   |               |
| 2018 | Vice-campeã | Acesso 1 | Axé! Caminhos que levam à fé Compositores: Marcio Pessi, Edson Dafféh, Gilson Caffé, Magrão da Caprichosos e Hermes Sobral | Leonardo Catta Preta                                                                                                   | [ 26 ]        |
| 2019 | 11° lugar | Especial | Hakuna Matata – Isso é viver Compositores: Márcio Pessi, Edson Dafféh, Evandro Bocão, André Diniz Pereira e Marcelo Valência | Leonardo Catta Preta                                                                                                   | [ 27 ]        |
| 2020 | 12º lugar | Especial | Que rei sou eu? Compositores: Márcio Pessi, Edson Dafféh, Evandro Bocão, Moisés Santiago, Marcelo Valença e André Diniz | Leonardo Catta Preta                                                                                                   | [ 28 ]        |
| 2021 | Inicialmente adiados para o mês de julho, os desfiles do Carnaval 2021 foram cancelados devido a pandemia de Covid-19. | Inicialmente adiados para o mês de julho, os desfiles do Carnaval 2021 foram cancelados devido a pandemia de Covid-19. | Inicialmente adiados para o mês de julho, os desfiles do Carnaval 2021 foram cancelados devido a pandemia de Covid-19. | Inicialmente adiados para o mês de julho, os desfiles do Carnaval 2021 foram cancelados devido a pandemia de Covid-19. | [ 29 ]        |
| 2022 | 13º lugar | Especial | Carolina: A Cinderela Negra do Canindé Compositores: Thiago Morganti, Sukata, Turko, Rafa do Cavaco, Claudio Mattos, Maradona, Luan, Valêncio e Thiago Meiners. | André Machado | [ 30 ]        |
| 2023 | 5° lugar | Acesso 1 | A Ópera de Um Pierrot Compositores: Claudio Russo, Silas Augusto, Edson Daffeh, Hermes Sobral, Rodrigo Xará, Jadson Fraga, Fadico e Rafael Tubino. | Anselmo Brito | [ 31 ] [ 32 ] |
| 2024 | Vice-Campeã | Acesso 1 | Os encantos da raiz do mandacaru | Anselmo Brito | [ 33 ]        |
| 2025 | 10º lugar | Especial | Afoxé Filhos de Gandhy no ritmo da fé Compositores: Leo Do Cavaco, Thiago Meiners, Sukata, Claudio Mattos e Rafael Tubino | David Eslavick | [ 34 ]        |
| 2026 | | Especial | A Bruxa está Solta - Senhoras do Saber Renascem na Colorado | David Eslavick |               |